# 和歌山県第1区
和歌山県第1区（わかやまけんだい1く）は、日本の衆議院議員総選挙における選挙区。1994年（平成6年）の公職選挙法改正で設置。

## 区域

### 現在の区域
2022年（令和4年）公職選挙法改正以降の区域は以下のとおりである。岩出市と紀の川市は2区から移入した。
- 和歌山市
- 紀の川市
- 岩出市

### 2022年以前の区域
1994年（平成6年）公職選挙法改正から2022年の小選挙区改定までの区域は以下のとおりである。
- 和歌山市

## 歴史
小選挙区制導入時は和歌山県の県庁所在地、和歌山市のみを対象とした選挙区であった。当選挙区は中選挙区制時代、旧和歌山1区に含まれていた。保守王国として知られる和歌山県ではあるが、定数3に対して3人自由民主党の候補が当選するのも珍しくないほどの非常に強固な保守地盤を誇った旧和歌山2区に比べると、旧和歌山1区は無党派層の増加により1980年代以降は自民党といえども定数3に対して1つしか取れないという状況が続いていた。
設置された当初、この選挙区を地盤としていたのは旧和歌山1区時代から6選中であったものの旧制度末期に長男の大麻所持によって議員辞職した中西啓介（自民党→新生党→新進党）で、1996年の第41回衆議院議員総選挙において当選し議員に返り咲いた。しかし、2000年の第42回衆議院議員総選挙では連立与党である保守党に所属していた中西に対して、自民党和歌山県連が選挙協力を拒否し、中西推薦を決定した党本部に反旗を翻して独自に谷本龍哉（表向きは無所属）を擁立。保守分裂の様相を呈した選挙で中西は谷本に2万票近い差を付けられて落選し、2年後に他界した。
その後、正式に自民党に入党した谷本が2003年の第43回衆議院議員総選挙、2005年の第44回衆議院議員総選挙を制して3期連続で当選を続けていたが、政権交代の2009年の第45回衆議院議員総選挙では谷本は民主党の岸本周平に5万票近い大差を付けられて惨敗し議席を失った。以前この区を地盤としていた中西啓介は生前、元財務官僚の岸本に目をかけてきたとされ、中西のかつての支援者らは岸本の支援に回った。2012年の第46回衆議院議員総選挙では与党民主党への逆風の中で岸本は自民党の擁立した新人、門博文の猛烈な追い上げを受けたものの僅差で議席を死守した。その後、3回の選挙においても岸本が当選を重ねた。
2022年9月、岸本が同年秋の和歌山県知事選挙へ立候補するため議員を辞職。自民党は、同県選出の参議院議員の世耕弘成元経済産業大臣と和歌山2区選出の石田真敏元総務大臣が門を推し、和歌山3区選出の二階俊博元自民党幹事長が世耕と同じ同県選出の参議院議員の鶴保庸介元沖縄及び北方対策担当大臣を推したことで調整が難航し、最終的に門を擁立することを決め、和歌山県知事となった岸本も門を支援することを表明した。この対応を取ったことで、鶴保が擁立された場合は擁立を見送る方針を示していた日本維新の会が独自候補の擁立を決定。2022年8月の和歌山市議会議員補欠選挙で初当選した林佑美を擁立した。選挙戦では門の出陣式に二階、世耕、石田、鶴保、岸本、そして尾花正啓和歌山市長が揃い踏みするなど、自民党は県連を挙げて総力戦で臨み、日本維新の会も、統一地方選挙で躍進した勢いを和歌山にもつなげるべく維新幹部が連日応援に駆けつけた。投票の結果、林が門に約6000票差をつけて初当選し、日本維新の会として初の和歌山県の小選挙区の議席をもたらした。
2022年の公職選挙法改正で和歌山県の小選挙区が3から2に削減したことに伴い区割りが変更され、2区から紀の川市と岩出市が当選挙区に編入することになった。区割り変更後最初の選挙となった2024年の第50回衆議院議員総選挙では、自民党新人の山本大地が124票差の僅差で林を破り当選した。

## 小選挙区選出議員
| 選挙名                   | 年                 | 当選者   | 党派         | 備考                                                  | 備考   |
| ------------------------ | ------------------ | -------- | ------------ | ----------------------------------------------------- | ------ |
| 第41回衆議院議員総選挙   | 1996年（平成8年）  | 中西啓介 | 新進党       |                                                       | 旧区域 |
| 第42回衆議院議員総選挙   | 2000年（平成12年） | 谷本龍哉 | 無所属       |                                                       | 旧区域 |
| 第43回衆議院議員総選挙   | 2003年（平成15年） | 谷本龍哉 | 自由民主党   |                                                       | 旧区域 |
| 第44回衆議院議員総選挙   | 2005年（平成17年） | 谷本龍哉 | 自由民主党   |                                                       | 旧区域 |
| 第45回衆議院議員総選挙   | 2009年（平成21年） | 岸本周平 | 民主党       |                                                       | 旧区域 |
| 第46回衆議院議員総選挙   | 2012年（平成24年） | 岸本周平 | 民主党       |                                                       | 旧区域 |
| 第47回衆議院議員総選挙   | 2014年（平成26年） | 岸本周平 | 民主党       |                                                       | 旧区域 |
| 第48回衆議院議員総選挙   | 2017年（平成29年） | 岸本周平 | 希望の党     |                                                       | 旧区域 |
| 第49回衆議院議員総選挙   | 2021年（令和3年）  | 岸本周平 | 国民民主党   |                                                       | 旧区域 |
| 第49回衆議院議員補欠選挙 | 2023年（令和5年）  | 林佑美   | 日本維新の会 | ※岸本周平の和歌山県知事選挙出馬による議員辞職に伴う。 | 旧区域 |
| 第50回衆議院議員総選挙   | 2024年（令和6年）  | 山本大地 | 自由民主党   |                                                       |        |

## 選挙結果
時の内閣：第1次石破内閣 解散日：2024年10月9日 公示日：2024年10月15日
当日有権者数：39万5413人 最終投票率：51.27%（前回比：3.89%） （全国投票率：53.85%（2.08%））
| 当落 | 候補者名 | 年齢 | 所属党派     | 新旧 | 得票数   | 得票率 | 惜敗率 | 推薦・支持 | 重複 |
| ---- | -------- | ---- | ------------ | ---- | -------- | ------ | ------ | ---------- | ---- |
| 当   | 山本大地 | 33   | 自由民主党   | 新   | 70,869票 | 36.25% | ――     |            | ○    |
| 比当 | 林佑美   | 43   | 日本維新の会 | 前   | 70,745票 | 36.18% | 99.83% |            | ○    |
|      | 村上賀厚 | 65   | 立憲民主党   | 新   | 25,067票 | 12.82% | 35.37% |            | ○    |
|      | 井本有一 | 58   | 日本共産党   | 新   | 13,665票 | 6.99%  | 19.28% |            |      |
|      | 林元将崇 | 26   | 参政党       | 新   | 13,422票 | 6.86%  | 18.94% |            |      |
|      | 正司武   | 73   | 心の党       | 新   | 1,749票  | 0.89%  | 2.47%  |            |      |

当日有権者数：304,221人　最終投票率：44.11%

| 当落 | 候補者名 | 年齢 | 所属党派       | 新旧 | 得票数   | 得票率 | 推薦・支持                 |
| ---- | -------- | ---- | -------------- | ---- | -------- | ------ | -------------------------- |
| 当   | 林佑美   | 41   | 日本維新の会   | 新   | 61,720票 | 47.47% |                            |
|      | 門博文   | 57   | 自由民主党     | 元   | 55,657票 | 42.80% | 公明党推薦                 |
|      | 国重秀明 | 62   | 日本共産党     | 新   | 11,178票 | 8.60%  | 社会民主党和歌山県連合支持 |
|      | 山本貴平 | 48   | 政治家女子48党 | 新   | 1,476票  | 1.14%  |                            |

時の内閣：第1次岸田内閣 解散日：2021年10月14日 公示日：2021年10月19日
当日有権者数：30万7817人 最終投票率：55.16%（前回比：7.89%） （全国投票率：55.93%（2.25%））
| 当落 | 候補者名 | 年齢 | 所属党派   | 新旧 | 得票数    | 得票率 | 惜敗率 | 推薦・支持 | 重複 |
| ---- | -------- | ---- | ---------- | ---- | --------- | ------ | ------ | ---------- | ---- |
| 当   | 岸本周平 | 65   | 国民民主党 | 前   | 103,676票 | 62.73% | ――     |            | ○    |
|      | 門博文   | 56   | 自由民主党 | 前   | 61,608票  | 37.27% | 59.42% | 公明党推薦 | ○    |

- 岸本は2022年9月に衆議院議員を辞職。同年11月の和歌山県知事選挙に無所属で立候補し当選。

時の内閣：第3次安倍第3次改造内閣 解散日：2017年9月28日 公示日：2017年10月10日
当日有権者数：31万2819人 最終投票率：47.27%（前回比：0.45%） （全国投票率：53.68%（1.02%））
| 当落 | 候補者名 | 年齢 | 所属党派   | 新旧 | 得票数   | 得票率 | 惜敗率 | 推薦・支持                 | 重複 |
| ---- | -------- | ---- | ---------- | ---- | -------- | ------ | ------ | -------------------------- | ---- |
| 当   | 岸本周平 | 61   | 希望の党   | 前   | 72,517票 | 50.36% | ――     |                            | ○    |
| 比当 | 門博文   | 52   | 自由民主党 | 前   | 57,111票 | 39.66% | 78.76% | 公明党推薦                 | ○    |
|      | 原矢寸久 | 66   | 日本共産党 | 新   | 14,372票 | 9.98%  | 19.82% | 社会民主党和歌山県連合支持 | ○    |

時の内閣：第2次安倍改造内閣 解散日：2014年11月21日 公示日：2014年12月2日
当日有権者数：30万9449人 最終投票率：46.82%（前回比：10.44%） （全国投票率：52.66%（6.66%））
| 当落 | 候補者名 | 年齢 | 所属党派   | 新旧 | 得票数   | 得票率 | 惜敗率 | 推薦・支持 | 重複 |
| ---- | -------- | ---- | ---------- | ---- | -------- | ------ | ------ | ---------- | ---- |
| 当   | 岸本周平 | 58   | 民主党     | 前   | 67,740票 | 47.80% | ――     |            | ○    |
| 比当 | 門博文   | 49   | 自由民主党 | 前   | 59,937票 | 42.30% | 88.48% | 公明党推薦 | ○    |
|      | 国重秀明 | 54   | 日本共産党 | 新   | 14,027票 | 9.90%  | 20.71% |            |      |

時の内閣：野田第3次改造内閣 解散日：2012年11月16日 公示日：2012年12月4日
当日有権者数：31万1046人 最終投票率：57.26%（前回比：10.05%） （全国投票率：59.32%（9.96%））
| 当落 | 候補者名 | 年齢 | 所属党派     | 新旧 | 得票数   | 得票率 | 惜敗率 | 推薦・支持   | 重複 |
| ---- | -------- | ---- | ------------ | ---- | -------- | ------ | ------ | ------------ | ---- |
| 当   | 岸本周平 | 56   | 民主党       | 前   | 60,577票 | 34.95% | ――     | 国民新党推薦 | ○    |
| 比当 | 門博文   | 47   | 自由民主党   | 新   | 60,277票 | 34.77% | 99.50% | 公明党推薦   | ○    |
|      | 林潤     | 40   | 日本維新の会 | 元   | 39,395票 | 22.73% | 65.03% |              | ○    |
|      | 国重秀明 | 52   | 日本共産党   | 新   | 13,094票 | 7.55%  | 21.62% |              |      |

- 林はこれ以前は神奈川4区で活動。

時の内閣：麻生内閣 解散日：2009年7月21日 公示日：2009年8月18日
当日有権者数：31万3226人 最終投票率：67.31%（前回比：2.79%） （全国投票率：69.28%（1.77%））
| 当落 | 候補者名 | 年齢 | 所属党派   | 新旧 | 得票数    | 得票率 | 惜敗率 | 推薦・支持 | 重複 |
| ---- | -------- | ---- | ---------- | ---- | --------- | ------ | ------ | ---------- | ---- |
| 当   | 岸本周平 | 53   | 民主党     | 新   | 120,309票 | 58.15% | ――     |            | ○    |
|      | 谷本龍哉 | 42   | 自由民主党 | 前   | 72,109票  | 34.85% | 59.94% |            | ○    |
|      | 国重秀明 | 48   | 日本共産党 | 新   | 12,529票  | 6.06%  | 10.41% |            | ○    |
|      | 斉藤昌宏 | 57   | 幸福実現党 | 新   | 1,956票   | 0.95%  | 1.63%  |            |      |

時の内閣：第2次小泉改造内閣 解散日：2005年8月8日 公示日：2005年8月30日
当日有権者数：31万4432人 最終投票率：64.52%（前回比：13.35%） （全国投票率：67.51%（7.65%））
| 当落 | 候補者名 | 年齢 | 所属党派   | 新旧 | 得票数    | 得票率 | 惜敗率 | 推薦・支持 | 重複 |
| ---- | -------- | ---- | ---------- | ---- | --------- | ------ | ------ | ---------- | ---- |
| 当   | 谷本龍哉 | 38   | 自由民主党 | 前   | 100,868票 | 50.97% | ――     |            | ○    |
|      | 岸本周平 | 49   | 民主党     | 新   | 78,621票  | 39.73% | 77.94% |            | ○    |
|      | 下角力   | 52   | 日本共産党 | 新   | 18,418票  | 9.31%  | 18.26% |            | ◯    |

時の内閣：第1次小泉第2次改造内閣 解散日：2003年10月10日 公示日：2003年10月28日
当日有権者数：31万4436人 最終投票率：51.17%（前回比：9.5%） （全国投票率：59.86%（2.63%））
| 当落 | 候補者名 | 年齢 | 所属党派   | 新旧 | 得票数    | 得票率 | 惜敗率 | 推薦・支持 | 重複 |
| ---- | -------- | ---- | ---------- | ---- | --------- | ------ | ------ | ---------- | ---- |
| 当   | 谷本龍哉 | 37   | 自由民主党 | 前   | 101,602票 | 68.90% | ――     |            | ○    |
|      | 下角力   | 50   | 日本共産党 | 新   | 45,851票  | 31.10% | 45.13% |            | ○    |

時の内閣：第1次森内閣 解散日：2000年6月2日 公示日：2000年6月13日
当日有権者数：31万5298人 最終投票率：60.67%（前回比：0.08%） （全国投票率：62.49%（2.84%））
| 当落 | 候補者名 | 年齢 | 所属党派   | 新旧 | 得票数   | 得票率 | 惜敗率 | 推薦・支持           | 重複 |
| ---- | -------- | ---- | ---------- | ---- | -------- | ------ | ------ | -------------------- | ---- |
| 当   | 谷本龍哉 | 33   | 無所属     | 新   | 83,830票 | 45.76% | ――     | 自民党和歌山県連推薦 | ×    |
|      | 中西啓介 | 59   | 保守党     | 前   | 65,468票 | 35.74% | 78.10% | 自民党本部推薦       |      |
|      | 原矢寸久 | 48   | 日本共産党 | 新   | 33,899票 | 18.50% | 40.44% |                      | ○    |

時の内閣：第1次橋本内閣 解散日：1996年9月27日 公示日：1996年10月8日
当日有権者数：31万3750人 最終投票率：60.59% （全国投票率：59.65%（8.11%））
| 当落 | 候補者名   | 年齢 | 所属党派   | 新旧 | 得票数   | 得票率 | 惜敗率 | 推薦・支持 | 重複 |
| ---- | ---------- | ---- | ---------- | ---- | -------- | ------ | ------ | ---------- | ---- |
| 当   | 中西啓介   | 55   | 新進党     | 元   | 66,428票 | 35.85% | ――     |            |      |
|      | 旅田卓宗   | 51   | 無所属     | 新   | 58,119票 | 31.37% | 87.49% |            | ×    |
|      | 東力       | 54   | 自由民主党 | 元   | 34,851票 | 18.81% | 52.46% |            | ○    |
|      | 奥村明春   | 46   | 日本共産党 | 新   | 25,016票 | 13.50% | 37.66% |            | ○    |
|      | 田畑真佐子 | 64   | 無所属     | 新   | 872票    | 0.47%  | 1.31%  |            | ×    |

- 東は第42回では和歌山3区から無所属で立候補したが、落選。